# Lingua seimat
La lingua seimat appartiene alla famiglia linguistica delle Lingue austronesiane ed è parlata in Papua Nuova Guinea, nearcipelaghi di Ninigo e Kaniet, situati ad est di Manus.

## Classificazione
Il seimat fa parte dell ramo maleo-polinesiaco delle Lingue austronesiane.
Secondo ethnologue 18ª edizione (2015) l'albero genealogico della lingua è il seguente:
(tra parentesi tonda, il numero di lingue che forma ogni gruppo)
[tra parentesi quadra il codice ISO 639-3.]
- Lingue austronesiane (1257)
  - Lingue maleo-polinesiache (1237)
    - Lingue oceaniche (513)
      - Lingue delle isole dell'Ammiragliato (31)
        - Orientali (23)
        - Occidentali (3)
          - Kaniet [ktk]
          - Seimat [ssg]
          - Wuwulu-aua [wuv]

Perciò il gruppo delle Lingue delle isole dell'Ammiragliato occidentali, di cui il seimat fa parte, è formato da sole tre lingue, di cui una (il Kaniet) ormai estinta.

## Fonologia
Le tabelle seguenti presentano i fonemi del seimat parlato sull'isola d'Awin.

### Vocali
|        | Anteriore   | Centrale    | Posteriore  |
| ------ | ----------- | ----------- | ----------- |
| Chiusa | i [i] ĩ [ĩ] |             | u [u] ũ [i] |
| Media  | e [e] ẽ [ẽ] |             | o [o] õ [õ] |
| Aperta |             | a [a] ã [ã] |             |

### Consonanti
|             |             | Bilabiale | Dentale | Laterale | Palatale | Velare | Glottale |
| ----------- | ----------- | --------- | ------- | -------- | -------- | ------ | -------- |
| Occlusiva   | Occlusiva   | p [p]     | t [t]   |          |          | k [k]  |          |
| Fricativa   | Fricativa   |           | s [s]   |          |          | x [x]  | h [h]    |
| Nasale      | Nasale      | m [m]     | n [n]   |          |          | ŋ [ŋ]  |          |
| Liquida     | Liquida     |           |         | l [l]    |          |        |          |
| Semi-vocale | Semi-vocale | w [w]     |         |          | y [y]    |        |          |